# اسکانابا (میشیگان)
اسکانابا، میشیگان (به انگلیسی: Escanaba, Michigan) یک شهر در ایالات متحده آمریکا با جمعیت ۱۲٬۶۱۶ نفر است که در میشیگان واقع شده‌است.

## موقعیت جغرافیایی
موقعیت جغرافیایی شهرها و مناطق اطراف به شرح زیر است:

## نگارخانه

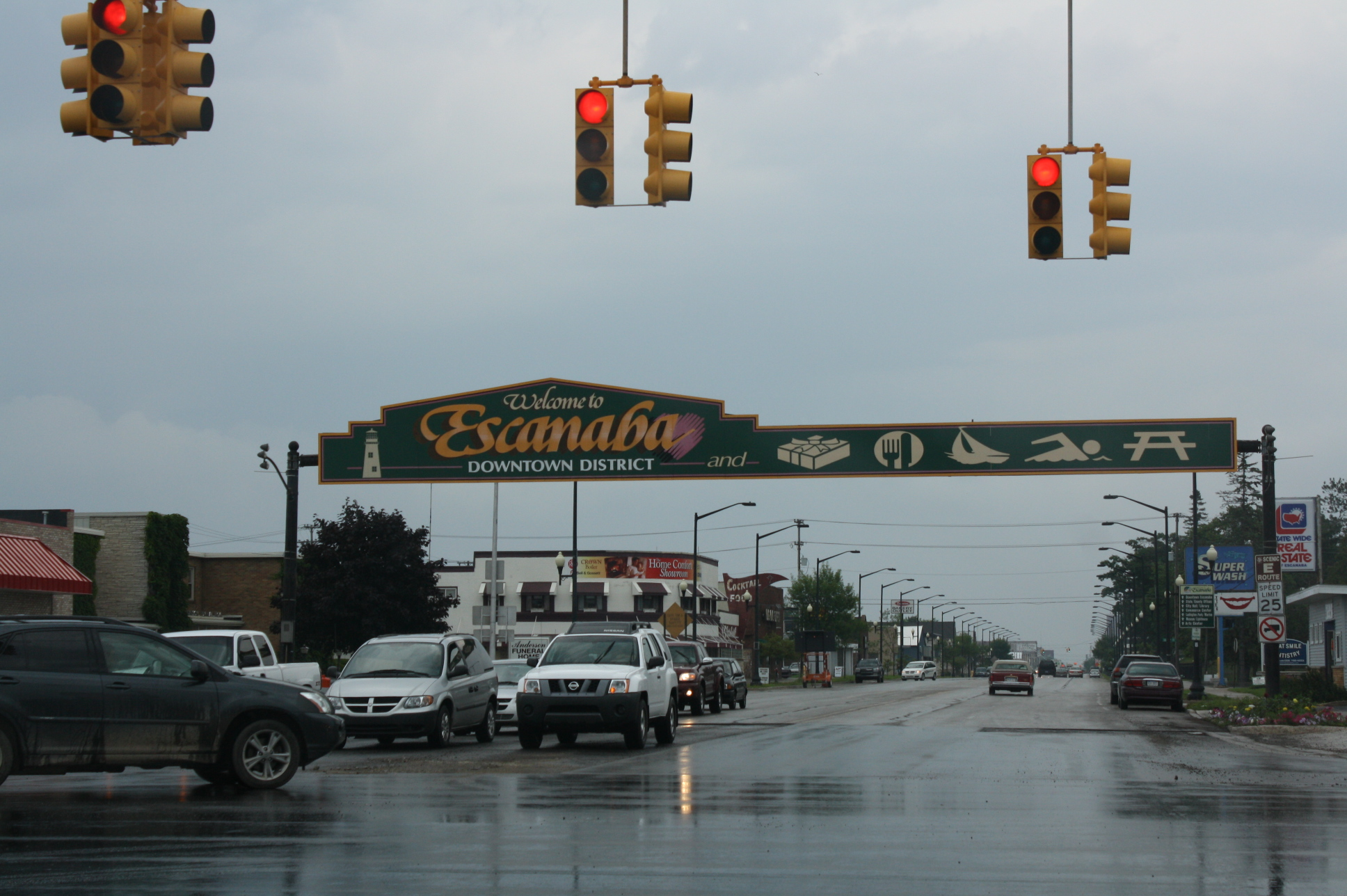
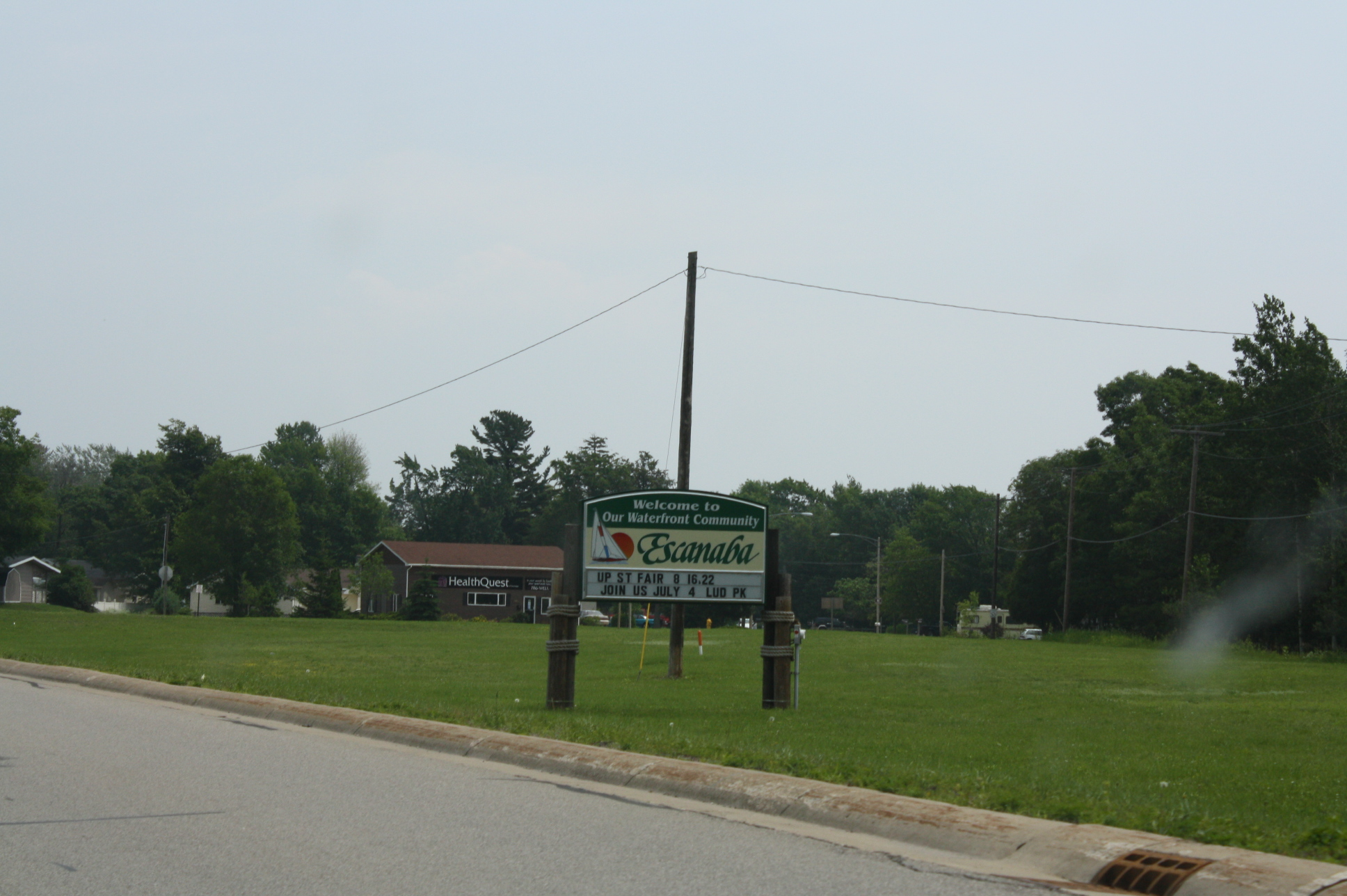